# مقاطعة داكوتا (نبراسكا)
مقاطعة داكوتا (بالإنجليزية: Dakota County)‏ هي إحدى مقاطعات ولاية نبراسكا في الولايات المتحدة الأمريكية.

## مساحة
تقدر مساحة المقاطعة 693 كيلو متر